# Feldtanklager
Folienbehälter mit einem Fassungsvermögen von bis zu 38.000 Liter Treibstoff

Link zum Bild

(Bitte Urheberrechte beachten)
Ein Feldtanklager ist ein im Gelände errichtetes Lager für Kraftstoffe zur Versorgung von Truppen im Manöver oder im Einsatzgebiet.
Seit dem Einsatz motorisierter Verbände im Kriegswesen mit Fahrzeugen wie Panzern, Schützenpanzern, Zugmaschinen und Lastkraftwagen, sowie dem Aufkommen von Hubschraubern und Kampfflugzeugen ist die ausreichende Versorgung militärischer Verbände mit Kraftstoff eine entscheidende Voraussetzung für einen erfolgreichen Einsatz. Feldtanklager sind im Rahmen der Erfüllung dieser Versorgungsaufgabe provisorische Tankstellen im Gelände für die Fahrzeuge und Fluggeräte der Streitkräfte direkt oder für Tankwagen, die dann den Kraftstoff zu den Einheiten bringen.
Feldtanklager werden auch nötig, wenn zum Beispiel ein Flugplatz zu Übungs- oder Einsatzzwecken mit Flugzeugen in solcher Anzahl belegt wird, dass die normale fest installierte Betankungs- und Vorratskapazität für die geforderte Einsatzintensität nicht ausreicht. Dann wird ebenso ein zusätzliches Feldtanklager errichtet wie dies generell für Behelfsflugplätze oder Autobahnnotlandeplätze erforderlich ist.
Versorgt werden Feldtanklager mit festen oder provisorisch verlegten Pipelines, etwa der NATO-Pipeline, oder von Tanklastzügen.
Aktuell benutzen Armeen als provisorische Tanks überwiegend Falttanks. Diese werden als Schutz vor Waffenwirkung wenn möglich in künstlich ausgehobenen Gruben aufgestellt. Bei der Bundeswehr sind typische Falttankgrößen 38 Kubikmeter und 300 Kubikmeter. Ein 38-Kubikmeter-Falttank mit 38.000 Liter Treibstoff hat folgende Maße: Länge: etwa 12,80 m, Breite: etwa 3,70 m, Höhe: max. 1,10 m (je nach Füllstand). Bevorratet wird im Bereich der NATO immer Kerosin A1, das mittels Additiven in den jeweils geforderten Treibstoff veredelt wird.

## Leistungsstufen
Definiert werden Feldtanklager über die tägliche maximale Abgabemenge und die Zahl der Tage, für die der gespeicherte Treibstoffvorrat reicht (Bevorratungshöhe).

## Gefährdung
Wegen ihrer entscheidenden Bedeutung für die Fortsetzung der Gefechtsführung sind Feldtanklager ein bevorzugtes Ziel der gegnerischen Artillerie und Luftwaffe.

## Deutschland
In Deutschland werden Feldtanklager von den Pipelinepionierkompanien der Spezialpionierbataillone 164 (Husum) und 464 (Speyer), mit jeweils 179 Soldaten, aufgebaut und betrieben. Die Speyerer Kompanie besteht aus drei Zügen, die je ein Feldtanklager aufbauen und betreiben können.